# Česnek karatavský
Česnek karatavský (Allium karataviense) je druh jednoděložné rostliny z čeledi amarylkovitých.

## Popis
Jedná se o vytrvalou cca 10–25 cm vysokou rostlinu s podzemní cibulí. Lodyha je oblá, na bázi jsou 2-4 přízemní listy. Listy jsou přisedlé, čepele jsou široce kopinaté až eliptické, 3–15 cm široké, nasivělé, na okraji s purpurovým nádechem. Květy jsou uspořádány do květenství, jedná se o lichookolík (stažený šroubel), který je kulovitý, až 8–10 cm v průměru. Okvětní lístky jsou nevýrazně fialové (lila). Plodem je tobolka.

## Rozšíření ve světě
Druh má svoji domovinu ve střední Asii. Zasahuje i do Afghánistánu.

## Rozšíření v Česku
V ČR to je nepůvodní druh. Je často pěstován jako skalnička.